# Molochio
Molochio (tiếng Hy Lạp: Molòcha) là một đô thị ở tỉnh Reggio Calabria trong vùng Calabria, Ý, có cự ly khoảng 80 km về phía tây nam của Catanzaro và khoảng 40 km về phía đông bắc của Reggio Calabria. Tại thời điểm ngày 31 tháng 12 năm 2004, đô thị này có dân số 2.700 người và diện tích là 37,3 km².
Molochio giáp các đô thị: Ciminà, Cittanova, Taurianova, Terranova Sappo Minulio, Varapodio.